# Australopericoma bhati
Australopericoma bhati és una espècie d'insecte dípter pertanyent a la família dels psicòdids.

## Descripció
- El mascle fa entre 1,05-1,12 mm de llargària a les antenes, mentre que les ales li mesuren 2,33-3 de longitud i 0,93-1,15 d'amplada.
- La femella no ha estat encara descrita.[4]

## Distribució geogràfica
Es troba a Sud-amèrica: el Perú.